# فيك غوردون
فيك غوردون (بالإنجليزية: Vic Gordon)‏ هو ممثل أسترالي، ولد في 4 مارس 1911، وتوفي في 2 ديسمبر 2003.

## وصلات خارجية
- فيك غوردون على موقع IMDb (الإنجليزية)